# Guillaume Duval
Pour les articles homonymes, voir Duval.
Guillaume Duval, né le 2 février 1957 à Tunis, est un journaliste français.

## Biographie
Ingénieur des Arts et Métiers de formation, Guillaume Duval a travaillé pendant plusieurs années dans l'industrie allemande.
Il a été éditorialiste au mensuel Alternatives économiques et membre du Conseil économique, social et environnemental au titre des personnalités qualifiées de 2015 à 2020.
Il est le fils de l'archéologue Noël Duval.
Lors de la campagne présidentielle de 2022, il conseille Yannick Jadot sur l'économie.